# Малотазеєво
Малотазе́єво (рос. Малотазеево, башк. Кесе Тәжәй) — присілок у складі Ілішевського району Башкортостану, Росія. Входить до складу Базітамацької сільської ради.
Населення — 46 осіб (2010; 42 у 2002).
Національний склад:
- татари — 62 %
- башкири — 38 %